# La valanga (film 1919 Fitzmaurice)
La valanga (The Avalanche) è un film muto del 1919 diretto da George Fitzmaurice che appare nel cast in un piccolo ruolo non accreditato, firmando anche le scenografie.
La sceneggiatura, tratta dal romanzo The Avalanche: A Mystery Story di Gertrude Atherton, è firmata da Ouida Bergère, collaboratrice abituale e moglie di Fitzmaurice.
È il primo dei cinque film diretti da Fitzmaurice che hanno come protagonista la famosa attrice teatrale Elsie Ferguson che qui ricopre il doppio ruolo di madame Delano e della figlia Helene.

## Trama
Dopo che il padre, proprietario di una casa da gioco in Spagna, viene ucciso e che suo marito, giocatore incallito, si è suicidato, Chichita prende la sua bambina e l'abbandona in un convento. Là, la piccola Helene verrà allevata dalle suore fin quando, quindici anni dopo, ormai cresciuta, la ragazza scapperà dal convento.
Fuggita dalle suore, conosce e si sposa con lo scrittore Price Ruyler, un romanziere. Presto la vita domestica annoia la giovane sposa che, a New York, si lascia affascinare dalla vita notturna della metropoli e dalle sue case da gioco. Una di queste appartiene a Nick Delano, il secondo marito di Chichita. Helene, presa dal demone del gioco, subisce pesanti perdite. Cerca di coprirle con i suoi gioielli, rubando anche i soldi dal portafoglio del marito, ma non riesce a pagare il debito.
Sua madre, che l'ha riconosciuta, vuole aiutarla ma Delano, scoperto il legame che lega le due donne, telefona a Price. Helene lotta con Delano che cade incidentalmente dal balcone e muore. Per proteggere la figlia, la signora Delano si accusa della morte del marito e, in carcere, si avvelena.
Anni dopo, seduta davanti a un caminetto acceso, Helene ricama tranquillamente mentre Price l'abbraccia con affetto.

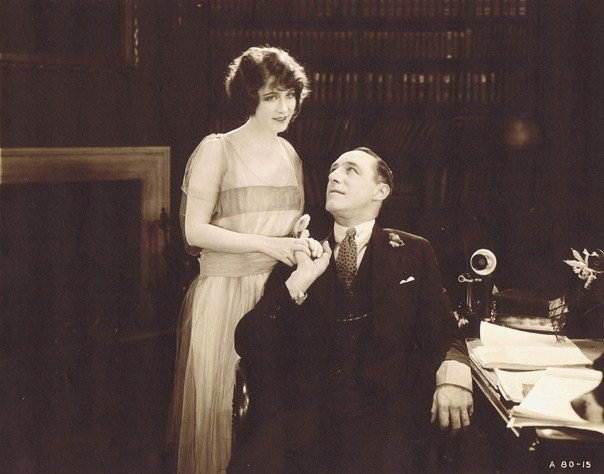
Elsie Ferguson e Lumsden Hare

## Produzione
Il film fu prodotto dalla Famous Players-Lasky Corporation.

## Distribuzione
Distribuito dalla Famous Players-Lasky Corporation e Artcraft Pictures Corporation, il film - presentato da Adolph Zukor - uscì nelle sale cinematografiche USA il 29 giugno 1919. Venne distribuito in Italia dalla Papillon nel 1922.